# Đội tuyển Davis Cup Guatemala
Đội tuyển Davis Cup Guatemala đại diện Guatemala ở giải đấu quần vợt Davis Cup và được quản lý bởi Liên đoàn quần vợt Guatemala.
Guatemala hiện tại thi đấu ở Nhóm II khu vực châu Mỹ. Họ có 3 lần vào đến bán kết Nhóm II.

## Lịch sử
Guatemala lần đầu tiên tham gia Davis Cup vào năm 1990.

## Đội hình hiện tại
- Christopher Díaz-Figueroa
- Wilfredo Gonzalez
- Rudy Richter
- Franz Luna Lavidalie
- Anthony Benjamin Vasquez (đội trưởng)